# Буковський Врх (Словаччина)
Буковський Верх — частина словацьких Полонин, розташована на північному сході Земпліну. З польської сторони масив називається Бещади, з української — Східні Бескиди. Найвища точка — гора Кременець, тисячі двісті двадцять один метр, на кордоні з Польщею і Україною. Буковский Верх належить до басейну Ужа. Буковский Верх в основному (на 80 %) покриті буковими або буково-смерековими лісами, зустрічаються тут і численні гірські луки-полонини. Буковський Верх є частиною заповідника «Полонини», де концентрація незайманих лісів є найвищою в Словаччині. Тут розташований найсхідніший населений пункт Словаччини — Нова Седлиця, щільність населення — одна з найменших у Словаччині.